# Holoptygma
Holoptygma là một chi bướm đêm thuộc phân họ Tortricinae của họ Tortricidae.

## Các loài
- Holoptygma lurida (Meyrick, 1912)